# Meconopsis yaoshanensis
Meconopsis yaoshanensis är en vallmoväxtart som beskrevs av Tosh.Yoshida, H.Sun och Boufford. Meconopsis yaoshanensis ingår i släktet bergvallmor, och familjen vallmoväxter. Inga underarter finns listade i Catalogue of Life.